# Ращани (община Кичево)
Вижте пояснителната страница за други значения на Ращани.
Ращани (на македонска литературна норма: Раштани; на албански: Rashtani) е село в община Кичево на Северна Македония.

## География
Селото е разположено в областта Горно Кичево на два километра северно от град Кичево в югоизточните поли на Бистра.

## История
В XIX век Ращани е българско село в Кичевска каза в Османската империя. В „Етнография на вилаетите Адрианопол, Монастир и Салоника“, издадена в Константинопол в 1878 година и отразяваща статистиката на населението от 1873 година, Ращани (Raschtani) е посочено като село с 12 домакинства с 38 жители българи.
Според статистиката на Васил Кънчов („Македония. Етнография и статистика“) към 1900 година в Ращани живеят 288 българи-християни.
На Етнографската карта на Битолския вилает на Картографския институт в София от 1901 година Ращани е чисто българско село в Кичевската каза на Битолския санджак с 30 къщи.
Цялото население на селото е под върховенството на Българската екзархия. По данни на секретаря на екзархията Димитър Мишев („La Macédoine et sa Population Chrétienne“) в 1905 година в Ращани има 280 българи екзархисти.
Статистика, изготвена от кичевския училищен инспектор Кръстю Димчев през лятото на 1909 година, дава следните данни за Ращани:
| Домакинства | Гурбетчии | Грамотни | Грамотни | Грамотни | Неграмотни | Неграмотни | Неграмотни |
| Домакинства | Гурбетчии | мъже     | жени     | общо     | мъже       | жени       | общо       |
| ----------- | --------- | -------- | -------- | -------- | ---------- | ---------- | ---------- |
| 41          | 39        | 41       | 9        | 50       | 69         | 108        | 177        |

След Междусъюзническата война в 1913 година селото попада в Сърбия.
Църквата „Свети Георги“ е от 1922 година. Фреските в нея са дело на Мито С. Дамчески.
На етническата си карта на Северозападна Македония в 1929 година Афанасий Селишчев отбелязва Ращани като българско село.
Според преброяването от 2002 година Ращани има 1063 жители.
| Националност | Всичко |
| македонци    | 679    |
| албанци      | 198    |
| турци        | 24     |
| роми         | 132    |
| власи        | 1      |
| сърби        | 2      |
| бошняци      | 0      |
| други        | 27     |